# Camponotus semitestaceus
Camponotus semitestaceus é uma espécie de inseto do gênero Camponotus, pertencente à família Formicidae.